# 스탠리 클레멘츠

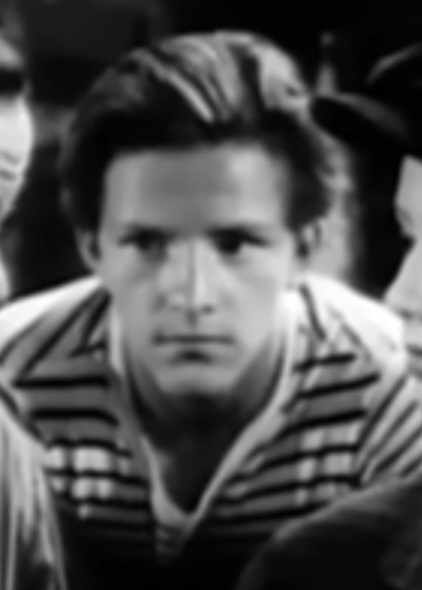

스탠리 클레멘츠(Stanley Clements, 1926년 7월 16일 ~ 1981년 10월 16일)는 미국의 배우, 영화배우이다.
롱아일랜드에서 태어났으며 패서디나에서 사망하였다. 사인은 폐기종이다.

## 영화
- FBI (1965년)
- 태미 앤 더 닥터 (1963년)
- 매드 매드 대소동 (1963년)
- 페리 메이슨 (1957년)
- 딜론 보안관 (1955년)
- 매드 앳 더 월드 (1955년)
- 버라이어티 걸 (1947년)
- 솔티 오로키 (1945년)
- 나의 길을 가련다 (1944년)
- 데이 갓 위 컨버드 (1943년)
- 탱크 유어 럭키 스타스 (1943년)
- 스윗 로지 오그래디 (1943년)
- 한 여자와 두 남자 (1943년) - 모튼 로다키위츠 역